# Pedro García Conde

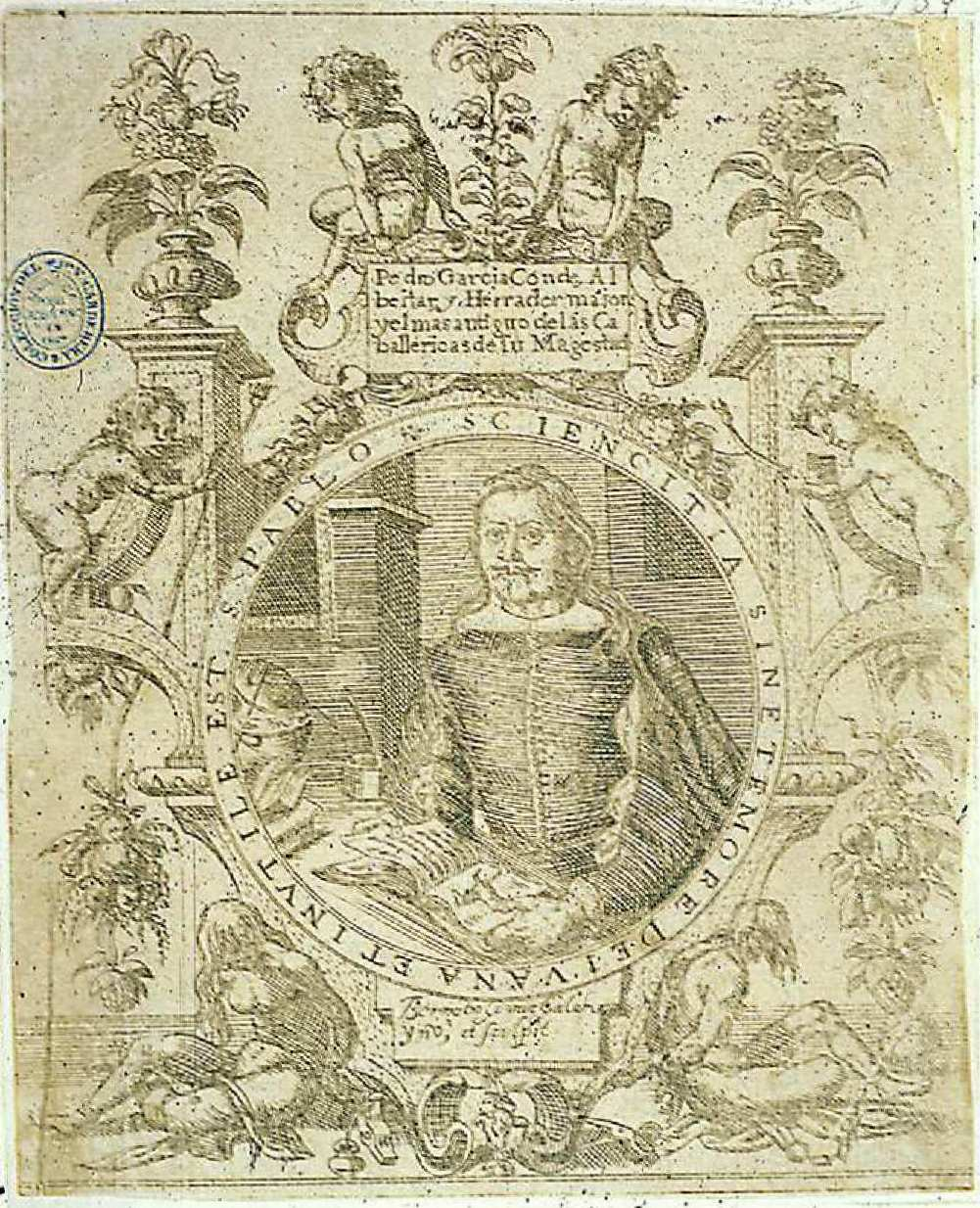
Pedro García Conde, grabado de Bernabé Gómez Galán. Ilustración de Berdadera albeyteria, Madrid, 1685. Inscripción: «Pedro García Conde, Albéitar y Herrador mayor y el mas antiguo de las Caballeriças de Su Magestad». Biblioteca Nacional de España.

Pedro García Conde (Manzanares, provincia de Ciudad Real ¿1603? -Madrid ?) fue un  veterinario español del siglo XVII, hermano del médico Matías García Conde, catedrático de anatomía de la Universidad de Valencia.
Nació en la población de Manzanares, provincia de Ciudad Real. A los veintidós años empezó a prestar servicios como albéitar (veterinario) en las Reales Caballerizas de Carlos II. En 1685 llevaba ya cincuenta y dos años ejerciendo. Escribió un largo y documentado tratado de veterinaria, Verdadera albeytería (Madrid: Antonio González de Reyes, 1685), dirigido al Duque de Medinaceli, caballerizo mayor de su majestad, e ilustrado con catorce grandes láminas de Bernabé Gómez, copiadas por algunos tratadistas posteriores. Cita a muchos autores de  medicina del caballo: Calvo, Paracuellos, Arredondo, Ramírez, Absirto, Lorenzo Rusio y Manuel Díes, pero no sin embargo la Anatomía del caballo (Bolonia, 1598) de Carlo Ruini. El trabajo, sin embargo, no es una imitación servil de modelos antiguos e incorpora los conocimientos que le sobrevinieron al autor por el método experimental. La exposición es ordenada, meticulosa y didáctica.